# حمض البمبدويك
حمض البمبدويك هو دواء يستعمل في علاج فرط كولسترول الدم
حمض البمبدويك مثبط لسينثاز سترات الأدينوسين ثلاثي الفوسفات، وهو إنزيم له دور في تصنيع الكوليستيرول.
حصل حمض البمبدويك على ترخيص إدارة الغذاء والدواء في الولايات المتحدة في شباط/فبراير 2020، وحصل على ترخيص وكالة الأدوية الأوروبية لاستعماله في الاتحاد الأوروبي في نيسان/أبريل 2020. وقد صنفته إدارة الغذاء والدواء بأنه دواء أول في فئته.